# Grande Lui
Grande Lui är en bergstopp i Schweiz.   Den ligger i distriktet Entremont och kantonen Valais, i den sydvästra delen av landet, 110 km söder om huvudstaden Bern. Toppen på Grande Lui är 3 509 meter över havet, eller 133 meter över den omgivande terrängen. Bredden vid basen är 0,60 km.
Terrängen runt Grande Lui är huvudsakligen mycket bergig. Närmaste större samhälle är Martigny, 16,2 km norr om Grande Lui. 
Trakten runt Grande Lui är permanent täckt av is och snö. Runt Grande Lui är det glesbefolkat, med 19 invånare per kvadratkilometer.